# Torre de la iglesia de la Asunción de Nuestra Señora
La torre de la iglesia de la Asunción de Nuestra Señora en el municipio zaragozano de Villamayor de Gállego (España), es una torre mudéjar de mediados del siglo XVI situada actualmente a los pies de la iglesia, aunque en origen se encontraba adosada a la cabecera hasta que en 1973 una profunda reforma llevada a cabo en el templo cambió la orientación del edificio, eliminó las capillas laterales, amplió el número de naves a tres y derribó la sacristía.
La torre es de estructura interior cristiana con estancias superpuestas comunicadas entre sí. Consta de dos cuerpos: el inferior de planta cuadrada y el superior de planta octogonal, realizándose la transición entre ambos por medio de torreoncillos de ángulo. Está coronada por una gran bola de acero y una cruz, e incluye también un soporte para que las cigüeñas creen sus nidos y críen su progenie.
El campanario cuenta con varias campanas de bronce en varios tamaños, alguna de grandes dimensiones. Ubicado a media altura se encuentra un gran reloj, que suena dando las horas, los cuartos y las medias.
La decoración exterior está realizada en ladrillo resaltado combinado con piezas de azulejería formando diversas bandas que articulan la composición. Predomina el color verde, típico de la arquitectura mudéjar de la época. Destacan grandes paños de rombos y hexágonos con cruces insertas en el primer cuerpo, mientras que en el segundo se abren dos series de vanos de medio punto doblados sobre otro gran paño de rombos.
La torre de la iglesia identifica claramente desde la lejanía la población de Villamayor de Gállego, siendo este uno de sus símbolos identificativos, junto con la ermita.
Se trata de uno de los monumentos mudéjares de Aragón no incluidos expresamente en la declaración de Patrimonio de la Humanidad por la Unesco.